# Arie Luyendyk Jr.
Arie Luyendyk Jr. ('s-Hertogenbosch, 18 de setembro de 1981) é um automobilista holandês.
Filho do piloto automobilístico Arie Luyendyk, Luyendyk Jr. iniciou sua carreira no kartismo em 1992 e em 1998 competiu pela primeira vez na Fórmula Ford. Competiu as temporadas 2006, 2007 e 2008 da Indy 500, tendo alcançado sua primeira vitória nesta categoria durante a temporada de 2008. Desde outubro de 2007 corre pela equipe AFS Racing, onde atua como piloto reserva da A1 Team Países Baixos.